# El Gironès (Castellterçol)
El Gironès és una masia del terme municipal de Castellterçol, al Moianès.
Està situada a l'extrem septentrional del terme, a prop del termenal amb Moià. És a ponent de la carretera C-59, a migdia del torrent de la Fàbrega i a la dreta del torrent del Gironès, a l'extrem nord-oest de la Creueta del Gironès. Queda al sud-oest de la Fàbrega, el Pont de la Fàbrega i el Molí de la Fàbrega.